# Zawada (Kurnatowice)
Zawada – część wsi Kurnatowice w Polsce położona w województwie wielkopolskim, w powiecie międzychodzkim, w gminie Kwilcz.